# Miele
Miele este o companie producătoare de aparate electrocasnice domestice și comerciale, cu sediul central in Gütersloh, Germania. În Germania este unul din producătorii de profil proeminenți și este bine reprezentată în Europa și în lume. Compania dispune de 12 unități de producție pe plan mondial, dintre care 8 sunt localizate în Germania. Produsele Miele se încadrează în segmentul premium pe piața electrocasnicelor.

## Miele în România
În anul 2010, compania a inaugurat fabrica de subansambluri pentru aparatura electronică și electrocasnică de lux din comuna Feldioara de lângă Brașov, în urma unei investiții de aproximativ 24 de milioane de euro.
În februarie 2011, în fabrica de la Brașov lucrau 113 angajați, planurile companiei vizând atingerea în anii următori a unui personal de 300 de angajați.
În anul 2011, compania a inaugurat și un magazin exclusiv în regie proprie în Brașov.
Cifra de afaceri în 2009: 2 milioane euro 